# Traub-Gletscher
Der Traub-Gletscher (spanisch Gran Glaciar Teniente Traub) ist ein Gletscher auf Greenwich Island im Archipel der Südlichen Shetlandinseln. Er fließt in östlicher Richtung zur Discovery Bay.
Teilnehmer der Ersten Chilenischen Antarktisexpedition (1946–1947) benannten ihn nach Leutnant Noberto Traub, einem Teilnehmer an dieser Forschungsreise.